# Aioli

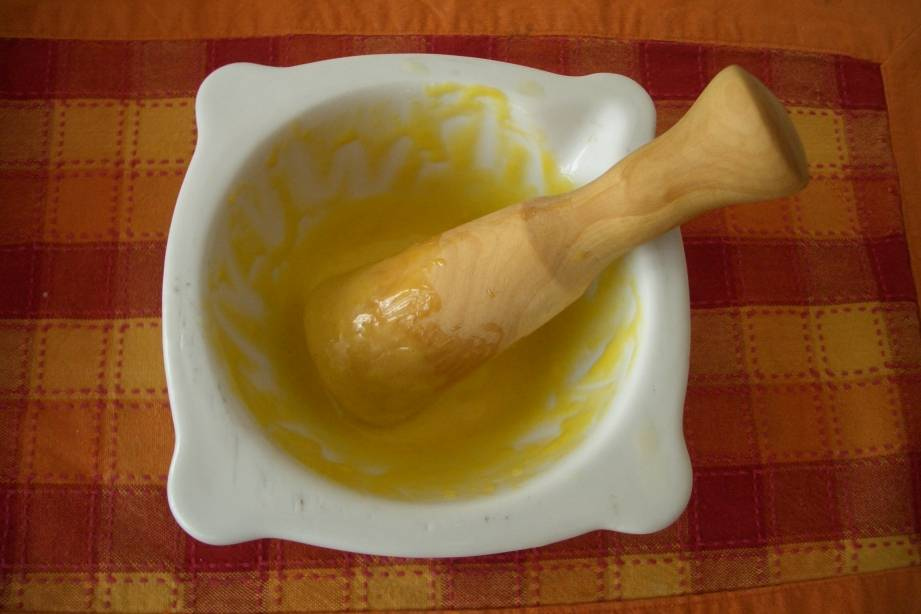
Aioli

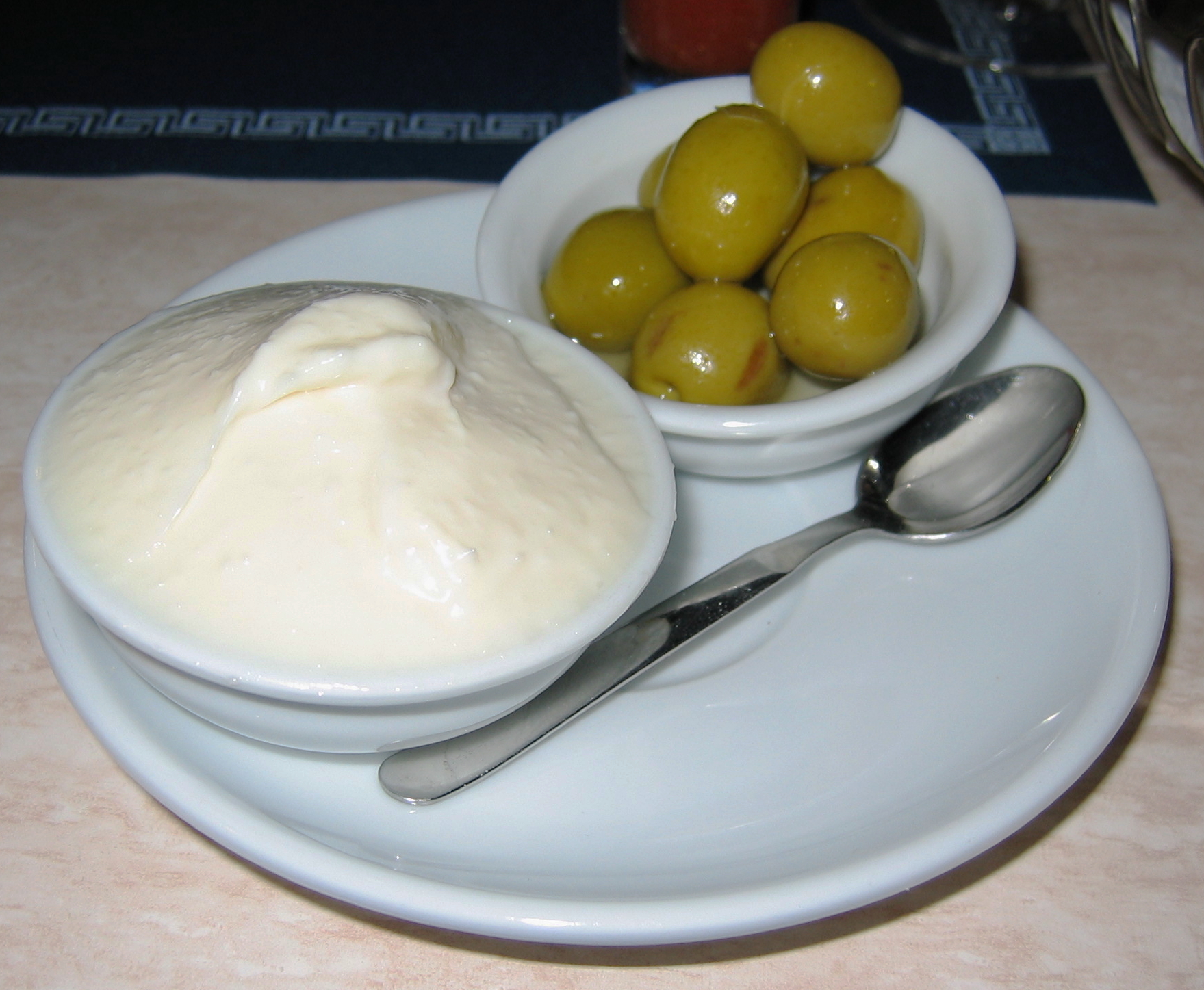
Aioli met olijven

Aioli (Catalaans: Allioli, Spaans: Alioli, Occitaans: Alhòli, Frans: Aïoli) is een knoflooksaus die veel gebruikt wordt in landen langs de noordwestelijke kusten van de Middellandse Zee, van Andalusië tot aan de Provence. De saus wordt onder andere geserveerd bij salades, koud vlees, vis, pastasalades en als tapa met brood.

## Etymologie
Het woord aioli komt oorspronkelijk uit het Occitaans, en is een samentrekking van de woorden voor knoflook en olie (all i oli). Het woord is via het Frans in het Nederlands terechtgekomen. In het Frans wordt het woord met een trema geschreven en daardoor in het Nederlands soms ook: aïoli.
Volgens de Fransen stamt het recept uit de Provence, en is het daar al sinds de Oudheid bekend.

## Catalaanse alioli
Men begint met het fijnwrijven van tenen knoflook in een vijzel met als schuurmiddel ruw zeezout uit de molen. Als de knoflook tot een dikke crème is gewreven, begint men met een druppel olijfolie toe te voegen en mee te wrijven totdat deze is opgenomen. Daarna nog een druppel. Daarna nog eentje. Vervolgens kan men de hoeveelheid olie opvoeren met steeds een half theelepeltje olie. Door toevoeging van meer olie wordt de saus volumineuzer, vloeibaarder en minder uitgesproken van smaak.
Bij de bereiding van Catalaanse aioli wordt geen ei gebruikt. Omdat het lastig is om de saus te binden, kan men men -zoals in de Franse keuken- zijn toevlucht nemen tot eierdooier om de juiste consistentie te bereiken. Dan is het een soort mayonaise geworden, maar géén echte aioli. Aioli herkent men doordat het dikker en lobbiger is en het er meer glazig en minder geel uitziet dan mayonaise. De kenmerkende smaak geeft de doorslag.
Aioli ligt overigens aan de basis van tal van Catalaanse gerechten waarop de toevoeging a la llauna duidt, wat verwijst naar een bepaalde bereidingswijze. Met name huisjesslakken, stokvis en konijn worden op die wijze geserveerd. Aioli wordt ook als saus bij geroosterde gerechten geserveerd. Als pars pro toto staat aioli ook voor een gerecht dat bestaat uit verse gekookte groenten als prei, bloemkool en wortelen, die samen met de saus en hardgekookte eieren worden gegeten.